# Авероф (тюрьма)
Тюрьма Аве́роф (греч. Φυλακές Αβέρωφ) — упразднённое пенитенциарное заведение Греции, действовавшее в Афинах (1892—1971) на месте, где ныне расположено здание Верховного суда (проспект Александры, в районе Амбелокипи).
Здание тюрьмы для несовершеннолетних было возведено на личные средства греческого мецената Георгиоса Авероффа и подарено королеве Ольге Константиновне, супруге короля Георга I. В 1896 году, к намечаемому празднованию тридцатилетия бракосочетания с Георгом, королева передала комплекс в собственность греческого государства.

## История
Впервые проблему содержания несовершеннолетних греческих заключённых подняла феминистка и педагог-первопроходец Каллиопи Кехайя (1839—1905), описав ситуацию, по которой нарушившие закон подростки содержались вместе со взрослыми преступниками, в результате чего тюрьма становилась не местом перевоспитания, а школой обучения молодёжи криминальной жизни.
На момент своей постройки, в конце ΧIX века, тюремный комплекс являлся образцовым и включал в себя помещения для школы, библиотеки, больницы с автономными зонами восстановления. Также действовали мастерские для работы заключённых, кухня, столовая и православный храм.
Однако, через несколько лет после открытия, в период внутригреческих гражданских разногласий, тюрьма была перепрофилирована и превратилась в неофициальное место содержания политзаключённых и противников действующего режима. Такие же функции тюремный комплекс продолжал исполнять в период диктатуры Иоанниса Метаксаса (1936—1941), оккупации Греции странами «оси» (1941—1944) и Гражданской войны в Греции (1946—1949).
После установления диктатуры «чёрных полковников» (1967—1974), в тюрьме содержались греческие диссиденты (в их числе был и Андреас Папандреу, который провёл в заключении восемь месяцев).
В 1971 году тюрьма была закрыта, а в 1972 году — здания были снесены. Позднее на этом месте было построено здание Верховного суда Греции и других судебных инстанций.